# Шолтански канал
Шолтански канал је морски канал, који се налази у Јадранском мору. Добио је име по острву Шолта.
Пружа се у смеру југозапад - североисток. Са северозапада га ограничавају острва Мацакњара, Оруд, Дрвеник Вели и Кркњаш Вели. Са југоистока се граничи са острвима Стипанска, Грмеј, Полебрњак и Шолта. Са истока га ограничава острво Шолта. Са североисточне стране га затвара Сплитски канал, а као приближна граница се може узети линија која спаја увалу Стињива на Шолти са острвом Кркњаш Мали.
На југоистоку Шолтански канал излази на отворено море, а као граница се може узети линија која иде од острвца Стипанска до острвца Мацакњара.